# Аверин, Николай Степанович
Никола́й Степа́нович Аве́рин (12 [25] июля 1908 — 27 июля 1944) — советский воин самоходной артиллерии в Великой Отечественной войне, Герой Советского Союза (24.03.1945, посмертно). Красноармеец.

## Биография
Родился 25 июля 1908 года в деревне Аверино (ныне не существует) на территории современного Вытегорского района Вологодской области в семье крестьянина. Русский.
Окончил начальную школу в деревне Макачёво. Начал трудовую деятельность в колхозе «Аверинец» вальщиком леса. В 1934 году пришёл на службу в органы милиции Народного комиссариата внутренних дел СССР: милиционер, участковый уполномоченный, начальник оперативного пункта милиции на станции Тихвин Северной железной дороги.
После начала Великой Отечественной войны в 1941 году Вытегорским военкоматом призван в ряды Красной Армии. Окончил курсы наводчиков. Член ВКП(б).
С 1942 года — на фронте Великой Отечественной войны. Воевал на Северо-Западном, 3-м Белорусском, 1-м Прибалтийском фронтах.
Наводчик орудия СУ-76 1510-го самоходного артиллерийского полка 3-го гвардейского механизированного корпуса 1-го Прибалтийского фронта красноармеец Аверин особо отличился в Белорусской стратегической наступательной операции, в ходе которой участвовал в Витебско-Оршанской и Вильнюсской фронтовых операциях. В бою за населённый пункт Кайряй 26 июля 1944 года он уничтожил 2 противотанковых орудия, 8 пулемётов и много гитлеровцев. При освобождении города Шяуляй 27 июля 1944 года уничтожил танк, 2 штурмовых и 6 противотанковых орудий. Погиб в этом бою.
Похоронен в Шауляе.

## Награды
- Герой Советского Союза (24.03.1945, посмертно)
- Орден Ленина (24.03.1945, посмертно)
- Орден Красной Звезды (14.07.1944)

## Память
- На родине Героя установлен бюст, а на здании сельсовета мемориальная доска.
- Его именем названа улица в городе Вытегра Вологодской области.
- Похоронен в городе Шяуляй, где Герою установлен памятник, который был снесён в начале 1990-х годов.